# ヴワディスワフ・チャルトリスキ
ヴワディスワフ・チャルトリスキ（ポーランド語：Władysław Czartoryski、1828年7月3日 - 1894年6月23日）は、ポーランドの貴族、公爵、亡命政治活動家、美術品収集家、クラクフのチャルトリスキ美術館の創設者。

## 生涯
ロシア帝国外務大臣、そして11月蜂起で国民政府首班を務めたアダム・イェジ・チャルトリスキ公の息子として生れた。一家は11月蜂起の失敗後、フランスに亡命していた。ヴワディスワフは1855年、パリ近郊のマルメゾン城でビスタ・アレグレ伯爵夫人マリア・アンパロ・ムーニョスと最初の結婚をした。マリア・アンパロはスペイン王母マリア・クリスティーナが、身分違いの再婚でもうけた娘だった。公爵夫妻の間に生まれた唯一の息子アウグストは6歳で結核に感染し、まもなくマリア・アンパロも同じ病気で世を去った。アウグストは後に聖人となるユーゼフ・カリノフスキ（ラファウ・カリノフスキ）に教育を受けた。ヴワディスワフは長男に外交官の道を歩ませようとしたが、アウグストはこれを拒んでカルメル会の修道士になり、持病を抱えたまま34歳で早世した。アウグストは2004年、ローマ・カトリック教会によって福者とされた。
ヴワディスワフは1872年、ヌムール公の娘で、フランス王ルイ・フィリップの孫娘の1人マルグリット・ドルレアンと再婚した。マルグリットとの間には2人の息子アダム・ルドヴィクとヴィトルト・カジミェシュを授かった。
ヴワディスワフは一族の根城であるオテル・ランベールを拠点に政治活動を展開した。1863年にポーランドで1月蜂起が起きると、彼は蜂起の指導者たちが樹立した国民政府の外交交渉役を務め、イングランド、イタリア諸国、スウェーデン、トルコの諸政府に蜂起への支援を要請したが、蜂起は翌1864年に鎮圧された。
ヴワディスワフはまた一族の収集した莫大なコレクションの所有者でもあった。絵画、彫刻、古代の遺物などがコレクションの中心であった。ヴワディスワフ自身、古代エジプトの芸術に深い関心を抱いており、私費を投じてパリやエジプトで古物収集にいそしんだ。彼は考古学的な価値を持つ工芸品の一部をパリのポーランド図書館やポーランドクラクフのヤギェウォ大学に寄贈している。1871年にも、スイスのラッパースヴィルにあるポーランド博物館に収集品の一部を寄贈した。さらに、1867年のパリ万国博覧会で、「ポーランドの間」にチャルトリスキ家のコレクションを展示している。
ヴワディスワフは1878年、クラクフでチャルトリスキ美術館を再開した。同美術館は彼の祖母であるイザベラ・チャルトリスカがプワヴィに創設したものだったが、1831年の11月蜂起以後は閉鎖されていたのだった。ヴワディスワフはブーローニュ＝ビヤンクールで亡くなり、祖国ポーランドのシェニャヴァにある一族の墓所に埋葬された。